# 弗雷德里克·皮彻
弗雷德里克·威廉·皮彻（英語：Frederick William Pitcher，1967年2月5日—），男，瑙鲁政治人物，曾任瑙鲁总统。